# Нижнее Уницкое
Нижнее Уницкое — пресноводное озеро на территории Кяппесельгского сельского поселения Кондопожского района Республики Карелии.

## Общие сведения
Площадь озера — 3,3 км², площадь водосборного бассейна — 361 км². Располагается на высоте 50,9 метров над уровнем моря.
Форма озера лопастная, продолговатая: оно почти на четыре километра вытянуто с северо-запада на юго-восток. Берега изрезанные, каменисто-песчаные, местами заболоченные.
Через озеро течёт река Уница, впадающая в Онежское озеро.
С востока в Нижнее Уницкое впадает водоток без названия, вытекающий из водораздельного Верхнего Пигмозера.
В озере более десяти безымянных островов различной площади, рассредоточенных по всей площади водоёма, однако их количество может варьироваться в зависимости от уровня воды.
Населённые пункты и автодороги вблизи водоёма отсутствуют.
Код объекта в государственном водном реестре — 01040100611102000018527.